# Pictoword
Pictoword ist eine Wortpuzzle-App, die von Kooapps entwickelt und veröffentlicht wurde. Das Spiel wurde am 1. März 2013 für iOS- und am 25. Mai 2013 für Android-Geräte veröffentlicht.

## Spielablauf
In Pictoword „liest“ der Spieler zwei Bilder, um ein Wort zu bilden. Die Puzzles können eine Kombination der Bilder (Ein Bild eines Ear und eines Ring bilden einen Earring), ein Homonym (ein Bild eines Knight und einer Mare bilden Nightmare) oder der Klang der Bilder (Ein Bild eines Taxi und von Dough bilden Tuxedo) sein.

## Themenpakete
Pictoword gibt es mit 14 Themenpaketen, die durch im Spiel verdiente Münzen freigeschaltet werden können.
| Kategorie            | Schwierigkeit | Veröffentlichungsdatum |
| -------------------- | ------------- | ---------------------- |
| Klassisch (Standard) | Einfach       | 1. März 2013           |
| Filme                | Einfach       | 20. Juni 2013          |
| TV-Shows             | Einfach       | 20. Juni 2013          |
| Marken               | Extrem        | 18. Juli 2013          |
| Spiele               | Einfach       | 18. Juli 2013          |
| Charaktere           | Schwer        | 13. August 2013        |
| Prominente           | Schwer        | 11. November 2013      |
| Länder & Städte      | Schwer        | 11. November 2013      |
| Historische Figuren  | Einfach       | 11. November 2013      |
| Sehenswürdigkeiten   | Schwer        | 11. November 2013      |
| Lebensmittel         | Schwer        | 12. April 2015         |
| Tiere                | Schwer        | 24. November 2015      |
| Ferien               | Einfach       | 10. Dezember 2015      |
| US-Politik           | Mittel        | 7. April 2016          |

## Rezeption
Pictoword erhielt von AppsTimes eine Bewertung von 84 %. Sie sagen: „Mit verschiedenen Kategorien und Schwierigkeitsgraden ist Pictoword ein perfektes Puzzlespiel für alle Altersgruppen, weil es nur zwei Bilder verwendet.“ Apps Thunder lobte das Konzept und die benutzerfreundliche Oberfläche und gab Pictoword eine Bewertung von 4,1 von insgesamt 5 Punkten. Get Android Stuff war in der Bewertung weniger enthusiastisch. Sie sagen, dass das Spiel ziemlich langsam und langweilig sei, aber sie bewerteten positiv, dass das Spiel leicht zu spielen und für alle Altersgruppen geeignet sei.
Common Sense Media, das Medien in Hinsicht auf die Eignung für Kinder bewertet, vergab eine Wertung von 4 aus 5 möglichen Punkten. Für Kinder sei das Spiel einfach verständlich und es sei ein guter Weg, ihnen neue Wörter beizubringen. Kritisiert wurde, dass das Spiel Kinder frustrieren könne, sollten sie ein Rätsel nicht lösen können und nicht genug Münzen für einen Hinweis haben.

### Auszeichnungen
- 2016: Auszeichnung mit dem Shining Star Award in der Kategorie Educational or Knowledge Reference App bei den Mobile Star Awards[5]
- 2016: Auszeichnung mit dem Superstar Award in der Kategorie Learning App for Kids bei den Mobile Star Awards[5]
- 2016: Auszeichnung mit dem Academics’ Choice Smart Media Award[6]
- 2018: Nominierung in der Kategorie Best Puzzle Game bei den The Independent Game Developers’ Association Awards[7]
- 2018: Nominierung in der Kategorie Best Educational Game bei den The Independent Game Developers’ Association Awards[7]

### Wissenschaftliche Analyse
Pictoword wurde auch wissenschaftlich untersucht. So führten Fauzi und Aziz 2020 eine Studie mit malaysischen Schülern durch, inwiefern das Spiel im Englischunterricht (Englisch als Zweitsprache) genutzt werden könne. Sie kamen zum Schluss, dass Pictoword das Lernen von zusammengesetzten Wörtern erleichtere und als Spiel motivationsfördernd sei.
Die Flinders University in Adelaide, Australien, listete Pictoword als eine für die Allgemeinbevölkerung geeignete therapeutische App.